# Кривецька волость
Кривецька волость — адміністративно-територіальна одиниця Тарщанського повіту Київської губернії з центром у селі Кривець.
Станом на 1900 рік складалася з 12 поселень — 12 сіл. Населення — 14461 особа.
Поселення волості:
- Кривець — власницьке село за 35 верст від повітового міста, 1872 особа, 384 двори, 1 православна церква, школа грамоти, 3 вітняки, 3 кузні, фельдшер.
- Богатирка — власницьке село за 31 версту від повітового міста, 1417 осіб, 257 дворів, православна церква, школа грамоти, 6 вітряків, кузня, хлібний магазин (склад).
- Василиха — власницьке село за 37 верст від повітового міста, 1374 особи, 240 дворів, православна церква, школа грамоти, вітряк, водяний млин, 2 кузні.
- Гостра Могила — власницьке село за 30 верст від повітового міста, 1741 особа, 318 двори, каплиця, школа гшрамоти, 5 вітряків, кузня.
- Казимирівка — власницьке село за 43 версти від повітового міста, 476 осіб, 69 дворів, школа грамоти, водяний млин, кузня.
- Лихачиха — власницьке село за 41 версту від повітового міста, 507 осіб, 98 дворів, школа грамоти, водяний млин у власності поміщика.
- Любча — власницьке село за 31 версту від повітового міста, 1327 осіб, 360 дворів, православна церква, школа грамоти, водяний млин, 4 вітряки, 2 кузні.
- Матвіїха — власницьке село за 42 версти від повітового міста, 1144 особи, 201 двір, православна церква, школа грамоти, 2 вітряки, 3 кузні.
- Ожегівка — власницьке село за 37 верст від повітового міста, 936 осіб, 160 дворів, православна церква, школа грамоти, вітряки, 2 кузні.
- Полковничий Хутір — власницьке село за 25 верст від повітового міста, 509 осіб, 87 дворів, православна церква, школа грамоти, 5 вітряків, кузня.
- Рачек — власницьке село за 50 верст від повітового міста, 587 осіб, 77 дворів, православна церква, школа грамоти, 2 водяних млини, кузня.
- Янишівка — власницьке село за 30 верст від повітового міста, 2571 особа, 464 двори, православна церква, школа грамоти, 5 вітряків, паровий млин, 3 кузні.